# Auronzo di Cadore
Auronzo di Cadore – miejscowość i gmina we Włoszech, w regionie Wenecja Euganejska, w prowincji Belluno.
Według danych na styczeń 2009 gminę zamieszkiwały 3553 osoby przy gęstości zaludnienia 16,1 os./1 km².

## Bibliografia

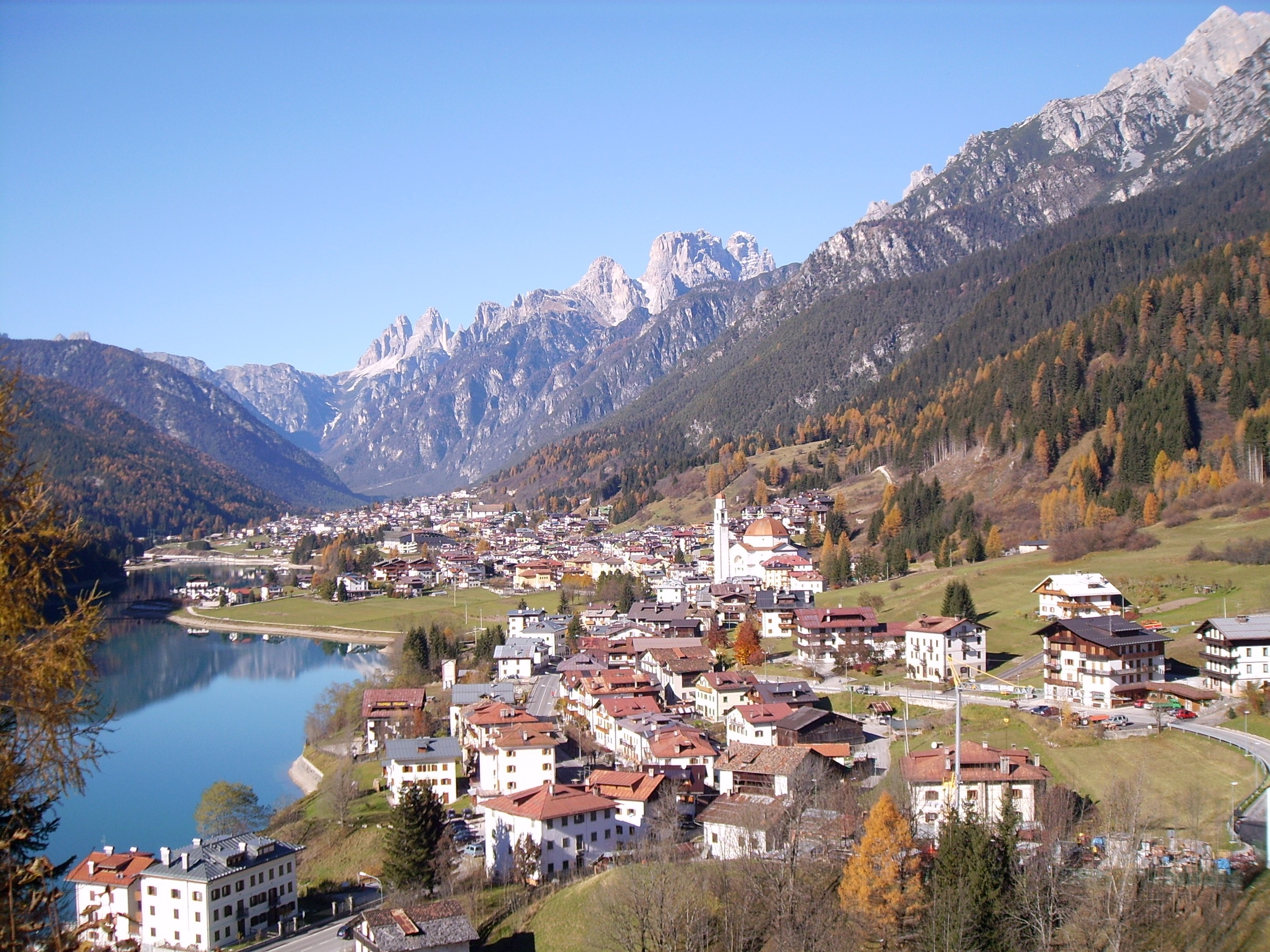
Panorama miejscowości